# Sala Burton
Sala Galante Burton, nata Lipschultz (Białystok, 1º aprile 1925 – Washington, 1º febbraio 1987), è stata una politica statunitense, membro della Camera dei Rappresentanti per lo stato della California dal 1983 al 1987.

## Biografia
Nata in Polonia da genitori ebrei, Sala Galante Lipschultz si trasferì negli Stati Uniti da bambina, quando la famiglia emigrò per fuggire dal nazismo. Sala frequentò le scuole pubbliche a San Francisco e sin da giovane fu impegnata all'interno del Partito Democratico.
Dopo un matrimonio sfociato in un divorzio, Sala sposò il politico Phillip Burton e ne assunse il cognome. La coppia crebbe Joy, la figlia che Sala aveva avuto dal primo marito. Nel 1964 Phillip venne eletto deputato alla Camera dei Rappresentanti e fu riconfermato per molti anni, fino a quando nel 1983 morì improvvisamente per un aneurisma.
Dopo la morte del marito, Sala Burton decise di candidarsi per il suo seggio al Congresso e riuscì a farsi eleggere. Venne riconfermata per altri due mandati nel 1984 e nel 1986, ma nel febbraio del 1987 morì per un tumore che la affliggeva da alcuni mesi. Il suo seggio venne poi occupato da Nancy Pelosi, che la stessa Burton aveva supportato.
Sala Burton venne seppellita nel cimitero del presidio di San Francisco, dove giaceva anche suo marito.